# Xylitol

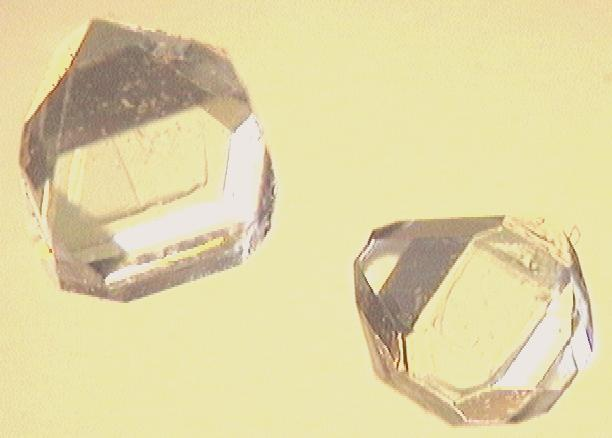
Xylitolkristaller

Xylitol eller björksocker är en sockeralkohol som finns i fibrer hos många frukter och grönsaker.
Namnet xylitol kommer från klassisk grekiska ξύλον (xylon), ’träd’, och ändelsen -itol som används för sockeralkoholer.

## Egenskaper
Xylitol är ett vitt, nästan luktfritt kristallint pulver som är lättlösligt i vatten. Det smakar lika sött som vanligt socker (som sackaros och glukos) men ger bara 2,4 kcal energi per gram, vilket är mindre än 2/3 så mycket som för socker (3,8 kcal/g).

## Framställning
Xylitol upptäcktes i slutet av 1800-talet, parallellt av tyska och franska forskare. Dess betydelse för tandhälsan undersöktes i Finland på 1970-talet. Där tillverkades det av saven från björk. I dag tillverkas xylitol i flera länder av lövträ och majs.
Hemicellulosan xylan kan lätt brytas ner till xylos som sedan hydrogeneras med vätgas under högt tryck till xylitol.

## Användning
Xylitol används ofta som sötningsmedel i tuggummin och tabletter, eftersom studier har visat att ämnet motverkar karies. Den främsta mekanismen för denna effekt anses vara ökad salivutsöndring. Studier har också visat att xylitol hämmar tillväxten av vissa bakterier, vilket därmed förhindrar uppkomsten av öroninflammationer hos barn. Xylitol har E-nummer 967.

## Toxicitet
Xylitol har aldrig visat sig farligt för människor. Det finns exempel på konsumtion över 400 gram dagligen under längre perioder utan negativa effekter.. Liksom med andra sockeralkoholer har överdriven konsumtion en laxerande effekt, vilket kan leda till diarré. Även en ökad risk för andra effekter, som hjärtproblem och stroke, enligt Stanley Hazen vid Cleveland Clinic i Ohio 2024.
Xylitol är starkt toxiskt för hundar, vilka saknar förmågan att alls bryta ner substansen. Det kan bland annat orsaka hypoglykemisk koma, i vissa fall med dödlig utgång.